# Когут, Богдан Игоревич
Богда́н И́горевич Ко́гут (укр. Богдан Ігорович Когут; род. 10 октября 1987, Львов) — украинский футболист, вратарь.

## Биография
В детско-юношеской футбольной лиге Украины выступал с 2001 года по 2005 год за львовские «Карпаты». Летом 2005 года попал в состав «Карпат-2», которые выступали во Второй лиге Украины. В составе команды дебютировал 30 апреля 2006 года в выездном матче против «Боярки-2006» (0:2), Когут вышел в конце матча вместо Юрия Шевчука. Всего за «Карпаты-2» он провёл 34 матча, также Богдан выступал за дубль команды в молодёжном первенстве Украины и сыграл в 40 встречах. Когут попадал в заявку на матчи основной команды «Карпат», но за клуб он так и не сыграл.
В 2009 году был отдан в аренду в польский «Спартакус» из села Шароволя. Главным тренером клуба был украинец — Богдан Блавацкий, а в составе команды выступали в основном украинцы. В составе команды в Третьей лиге Польши провёл 13 матчей, в которых пропустил 6 мячей. «Спартакус» по итогам сезона стал победителем в своей группе и получил право выступать во Второй лиге, но из-за финансовых проблем клуб не смог сыграть во Второй лиге. Также в составе команды одержал победу в региональном кубке Замойского округа Польши.
В начале 2011 года перешёл во «Львов». В составе команды в Первой лиге Украины дебютировал 20 марта 2011 года в домашнем матче против «Крымтеплицы» (2:1), в этом матче Когут отыграл весь матч, а на 44 минуте пропустил гол от Романа Свинцицкого. По итогам сезона 2010/11 «Львов» занял 5 место, Когут в команде стал основным вратарём и сыграл в 14 матчах, в которых пропустил 14 мячей. Летом 2011 года из-за проблем клуба, Когут вместе с другими игроками покинул расположение команды.
В июне 2011 года прибыл на просмотр в киевскую «Оболонь». В итоге он подписал годичный контракт с клубом. В команде он взял себе 47 номер. В Премьер-лиге Украины дебютировал 17 июля 2011 года во 2 туре чемпионата, в домашнем матче против полтавской «Ворсклы» (0:1), на 52 минуте Когут пропустил единственный мяч в игре от Романа Безуса. Затем некоторое время выступал за ФК «Севастополь» и его фарм-клуб.
В 2012—2014 годах защищал цвета черновицкой «Буковины». Сезон 2012/13 провёл в качестве основного голкипера, чем помог команде занять 4 место в Первой лиге, которое из-за определённых обстоятельств других команд могло позволить рассчитывать на повышение в классе, однако ФФУ отказало «Буковине» в выступлениях в Премьер-лиге. И в межсезонье следующего сезона в связи с финансовыми трудностями, Когут, как и ряд других игроков, покинул клуб.
После чего провёл сборы с запорожским «Металлургом», однако клуб не подписал контракт с Богданом. На этом сборе он получил серьёзную травму, на лечение которой ушло полгода. Находился в статусе свободного агента, и зимой 2015 года вернулся в состав «Буковины», где стал капитаном и лидером черновицкой команды. Летом 2015 года стал игроком молдавского клуба «Заря» из города Бельцы, но дебютировать за молдавскую команду ему не удалось.
Зимой 2016 года проходил сборы с «Десной». В марте подписал контракт с черниговским клубом, за который играл до конца сезона. В июле 2016 перешёл в состав ровенского «Вереса», за который выступал до января 2018 года. В сезоне 2016/17 за «Верес» провёл 26 матчей (24 в чемпионате и 2 в кубке). В сезоне 2017/18 провёл лишь три матча за первую команду (в кубке Украины), также провёл 9 матчей за команду дублёров.
В конце января 2018 года появилась информация о том, что Богдан станет игроком луцкой «Волыни». 29 января эту информацию официально подтвердили, контракт по предварительной договорённости был подписан на 1,5 года. Дебютировал в составе «Волыни» 6 апреля того же года в матче первой лиги против «Кремня» (3:0) и выступал в её составе до конца 2018/19 сезона.
Следующий сезон начал в любительской команде «ОДЕК», а в зимнее межсезонье вновь стал игроком клуба «Верес». Вместе с командой в сезоне 2020/21 выиграл чемпионский титул первой украинской лиги и был признан лучшим вратарем сезона, а после выхода клуба в УПЛ стал капитаном команды.

## Личная жизнь
Его девушку зовут Анастасия, с ней он встречается более 10 лет, вместе воспитывают двоих детей. По профессии она гимнастка.

## Достижения
«Спартакус»
- Победитель Третьей лиги Польши[укр.]: 2009/10

«Севастополь»
- Бронзовый призёр Первой лиги Украины: 2011/12

«Верес»
- Победитель Первой лиги Украины: 2020/21
- Бронзовый призёр Первой лиги Украины: 2016/17

«Волынь»
- Бронзовый призёр Первой лиги Украины: 2018/19